# Natia Natia
Natia Natia (ur. 2 lutego 1984) – piłkarz grający na pozycji pomocnika w Reprezentacji Samoa Amerykańskiego w piłce nożnej. Zawodnik bez klubu.

## Kariera
Podczas Meczu Samoa Amerykańskie-Vanuatu Natia Natia strzelił pierwszą w historii bramkę dla Samoa Amerykańskiego w kwalifikacjach do Mistrzostw Świata w piłce nożnej. W Reprezentacji Samoa Amerykańskiego w piłce nożnej zadebiutował w 2004 r. Rozegrał 5 meczów i strzelił jedną bramkę.